# An American Tail: Fievel Goes West
An American Tail II: Fievel Goes West (Brasil: Um Conto Americano: Fievel Vai para o Oeste / Portugal: Um Conto Americano 2: Fievel no Faroeste) é um diretamente em vídeo de filme de animação norte-americano do genêro faroeste, produzido pelo estúdio de Steven Spielberg, Amblimation e distribuído pela Universal Pictures.Este foi o último filme a ter a participação do ator James Stewart, que morreu anos depois, em 1997.

## Vozes
- Phillip Glasser como Fievel Mousekewitz
- James Stewart como Wyllie Burp
- Susan Silo como Mama Mousekewitz
- Cathy Cavadini como Tanya Mousekewitz
- Lloyd Battista como Papa Mousekewitz
- Dom DeLuise como Tiger
- Amy Irving como Miss Kitty
- John Cleese como Cat R. Waul
- Dan Castellaneta como T.R. Chula